# Tonalitat (música)

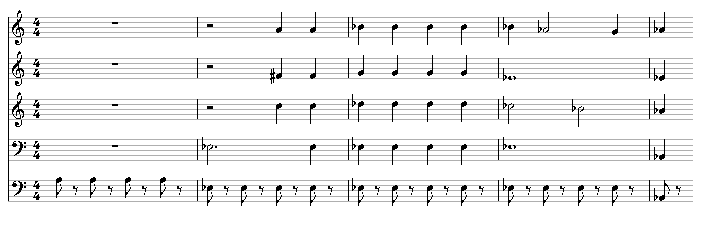
Fragment modulant (en el qual canvia la tonalitat de la música), del Rèquiem K. 626 de Wolfgang Amadeus Mozart.

En música, la tonalitat o sistema tonal és un sistema jeràrquic de relacions harmòniques i melòdiques que s'estableix entre les notes musicals, el qual s'utilitza a la música occidental des del segle xvii fins a l'actualitat. Per extensió, s'utilitza també el mot de tonalitat en referir-se a una escala musical i la seva tònica, com ara do major, re menor, etc.
Aquest sistema és la base del discurs musical occidental al llarg dels últims segles, fins a la irrupció dels corrents atonalistes del segle xx

## Història i desenvolupament
Abans de l'establiment de la tonalitat (sistema tonal), prevalien els Modes Gregorians (també anomenats «antics» o «eclesiàstics»), fonamentals en el cant pla, i que al seu torn és una herència dels grecs (modes grecs). Aquest sistema es componia bàsicament de set modes, però des del principi de la música barroca (principis del segle xvii) fins al final del postromanticisme (finals del segle xix), es desenvolupa i preval el sistema tonal, basat en únicament dos modes, el major i el menor, derivats dels modes Jònic i Eòlic, respectivament.
Des del començament de la tonalitat, s'incloïen sons que no pertanyien a l'escala bàsica, però amb criteris encara molt conseqüents amb l'establiment clar d'aquest centre tonal. Amb el temps, i sobretot a partir de la segona meitat del segle xix, diversos compositors van sentir la necessitat d'anar ampliant més i més la frontera d'aquest sistema, incloent-hi sonoritats més llunyanes, modulacions i cromatismes, tots recursos o tècniques que allunyaven el sentiment funcional dels concordes i del centre tonal establert.
Durant el segle xx, molts músics comencen a investigar altres formes d'organització (pantonalisme, modalisme, atonalisme, dodecafonisme, politonalitat, polimodalitat, serialisme, etc.). Però, mentrestant, la música popular ha continuat usant el Sistema Tonal, els Modes Gregorians, incloent l'un en l'altre, i valent-se de les eines adquirides en l'expansió de la tonalitat, confluint en un Sistema Tonal-Modal.

## Diferència entre tonalitat i escala
Els conceptes de tonalitat (to) i l'escala diatònica (major o menor) expressen tots dos el mateix conjunt de sons. La lleu diferència és que el concepte d'escala diatònica es refereix al moviment conjunt (ascendent o descendent) dins d'aquestes notes, mentre que en la tonalitat (d'una obra) es refereix a les notes en si que les formen, al costat de les seves relacions: no importa l'ordre de presentació, poden presentar-se per moviment conjunt o disjunt, la qual cosa obeeix als designis del compositor.
Per tant:
- La tonalitat és un conjunt de sons que estan en íntima relació entre si.[5]
- L'escala o mode és la successió dels sons per graus conjunts en forma ascendent.

## Graus
Es diu grau a cadascuna de les notes de l'escala. Segons el concepte de tonalitat, les set notes o intervals d'una escala diatònica (major o menor) tenen cadascun una relació predeterminada entre elles.
Com s'ha esmentat abans, el punt referencial és la tònica. Cada nota o acord d'una tonalitat rep un determinat nom o grau musical segons la posició que ocupa respecte la tònica. Al costat d'aquesta, el cinquè grau (V o dominant) és el més important d'entre tots. La combinació de tots dos acords és la base de la música tonal occidental.
Els següents són els noms amb els quals es designen cadascun d'aquests graus de l'escala:
- I (primer grau): tònica
- II (segon grau): supertònica
- III (tercer grau): mitjana o modal
- IV (quart grau): subdominant
- V (cinquè grau): dominant
- VI (sisè grau): superdominant
- VII (setè grau): sensible o subtònica

La funció tonal fa referència a la funció dels acords dins de la tonalitat.

## Armadura de clau
L'armadura de clau o simplement armadura en notació musical és el conjunt d'alteracions pròpies (sostinguts o bemolls) que, escrites al principi del pentagrama, situen una frase musical en una tonalitat específica. La seva funció és determinar quines notes han de ser interpretades de manera sistemàtica un semitò per damunt o per sota de les seves notes naturals equivalents, tret que tal modificació es realitzi mitjançant alteracions accidentals. Els sons que es troben fora de l'escala bàsica es denominen «notes estranyes a la tonalitat».
Quan un intèrpret llegeix una partitura per primera vegada, només amb veure l'armadura pot fer-se una idea de la tonalitat en què es troba l'obra. En principi, qualsevol peça pot ser escrita en qualsevol tonalitat amb la seva armadura específica, utilitzant després alteracions accidentals per a corregir individualment cada nota en la qual tal armadura no hauria d'aplicar-se.
La convenció per al funcionament de les armadures segueix el cercle de quintes. Cada tonalitat major i menor compta amb una armadura associada que adjudica sostinguts o bemolls com a alteracions pròpies a determinades notes en aquesta tonalitat.

### Lista de Tonalitats
| - Do major - Do menor - Do bemoll major - Do sostingut major - Do sostingut menor - Re major - Re menor - Re bemoll major - Re sostingut menor - Mi major | - Mi menor - Mi bemoll major - Mi bemol menor - Fa major - Fa menor - Fa sostingut major - Fa sostingut menor - Sol major - Sol menor - Sol bemoll major | - Sol sostingut menor - La major - La menor - La bemoll major - La bemoll menor - La sostingut menor - Si major - Si menor - Si bemoll major - Si bemoll menor |